# Открытый чемпионат Австралии по теннису 2006
Открытый чемпионат Австралии 2006 — 94-й розыгрыш ежегодного профессионального теннисного турнира серии Большого шлема, проводящегося в австралийском городе Мельбурн на кортах местного спортивного комплекса «Мельбурн Парк». Традиционно выявляются победители соревнования в девяти разрядах: в пяти — у взрослых и четырёх — у старших юниоров.
В 2006 году матчи основных сеток прошли с 16 по 29 января. Соревнование традиционно открывало сезон турниров серии в рамках календарного года.
Прошлогодние победители среди взрослых:
- в мужском одиночном разряде —  Марат Сафин
- в женском одиночном разряде —  Серена Уильямс
- в мужском парном разряде —  Уэйн Блэк и  Кевин Ульетт
- в женском парном разряде —  Светлана Кузнецова и  Алисия Молик
- в смешанном парном разряде —  Саманта Стосур и  Скотт Дрейпер

## Соревнования

### Взрослые

#### Мужчины. Одиночный турнир
Роджер Федерер обыграл  Маркоса Багдатиса со счётом 5-7, 7-5, 6-0, 6-2.
- Федерер выигрывает 1-й титул в сезоне и 7-й за карьеру на соревнованиях серии.
- Багдатис уступает свой дебютный финал на соревнованиях серии.

#### Женщины. Одиночный турнир
Амели Моресмо обыграла  Жюстин Энен на отказе соперницы (при счёте 6-1, 2-0 в свою пользу).
- Моресмо со второй попытки побеждает в финале соревнования серии.
- Энен уступает 1-й финал в сезоне и 2-й за карьеру на соревнованиях серии.

#### Мужчины. Парный турнир
Боб Брайан /  Майк Брайан обыграли  Мартина Дамма /  Леандра Паеса со счётом 4-6, 6-3, 6-4.
- братья выигрывают 1-й титул в сезоне и 3-й за карьеру на соревнованиях серии.

#### Женщины. Парный турнир
Чжэн Цзе /  Янь Цзы обыграли  Лизу Реймонд /  Саманту Стосур со счётом 2-6, 7-6(7), 6-3.
- Чжэн выигрывает 1-й титул в сезоне и 3-й за карьеру на соревнованиях тура ассоциации.
- Янь выигрывает 1-й титул в сезоне и 3-й за карьеру на соревнованиях тура ассоциации.

#### Микст
Мартина Хингис /  Махеш Бхупати обыграли  Елену Лиховцеву /  Даниэля Нестора со счётом 6-3, 6-3.
- Хингис побеждает в своём дебютном финале соревнования серии.
- Бхупати благодаря этой победе оформляет «карьерный Большой шлем» в этом разряде на соревнованиях серии.

### Юниоры

#### Юноши. Одиночный турнир
Александр Сидоренко обыграл  Ника Линдаля со счётом 6-3, 7-6(4).
- представитель Франции выигрывает австралийский турнир серии в третий раз за последние пять лет.

#### Девушки. Одиночный турнир
Анастасия Павлюченкова обыграла  Каролину Возняцки со счётом 1-6, 6-2, 6-3.
- представительница России выигрывает турнир серии впервые с 2002 года.

#### Юноши. Парный турнир
Блажей Конюш /  Гжегож Панфил обыграли  Келлена Дамико /  Натаниэля Шнугга со счётом 7-6(5), 6-3.
- представитель Польши побеждает на соревновании серии впервые в истории.

#### Девушки. Парный турнир
Анастасия Павлюченкова /  Шэрон Фичмен обыграли  Коринну Дентони /  Ализе Корне со счётом 6-2, 6-2.
- представительница России выигрывает второй подряд турнир серии.
- представительница Канады впервые побеждает на подобном уровне.